# Taryn Manning
Taryn Manning (Falls Church, 6 de novembro de 1978) é uma atriz, designer de moda, cantora e compositora dos Estados Unidos. Ela é a vocalista da banda Boomkat e co-proprietária da marca de roupas Born Uniqorn. Ela é mais conhecida por interpretar Tiffany Doggett, a Pennsatucky, em Orange Is the New Black. Manning conseguiu seu primeiro papel principal em 2001, como Maddy em Crazy/Beautiful, e é conhecida por seus papéis na televisão americana, como em Crossroads, 8 Mile (2002), A Lot Like Love, Hustle & Flow (2005), Weirdsville (2007), Jack e Jill vs. the World (2008) e, mais recentemente, na série original Netflix, Orange is The New Black (2013-2019). 
Taryn Manning nasceu em Tucson, Arizona. Manning é a filha do músico Bill Manning e de sua esposa Sharyn, que se divorciaram quando ela tinha dois meses de idade. A mãe de Manning ganhou a custódia de Taryn e de seu irmão Kellin. Com 12 anos, Taryn se mudou com sua mãe para Encinitas, Califórnia. Taryn foi campeã estadual de karatê no Arizona. Quando ela tinha 14 anos, seu pai cometeu suicídio.
Seu pai era um primo de primeiro grau de Archie Manning, cujos filhos, Peyton, Eli e Cooper são seus primos em segundo grau.

## Discografia

### Boomkat álbuns
Boomkatalog.One - 2003
A Million Trillion Stars - 2009

### Álbuns solo
Freedom City - 2013

### Singles
| Ano  | Música                                            | Álbum        |
| ---- | ------------------------------------------------- | ------------ |
| 2009 | "So Talented"                                     | Freedom City |
| 2010 | "Spotlight"                                       |              |
| 2011 | "Turn It Up"                                      |              |
| 2012 | "Send Me Your Love"                               |              |
| 2013 | "Summer Ashes" "Seeking of the Truth" com Razihel |              |

## Filmografia
| Ano  | Título                           | Personagem       | Notas               |
| ---- | -------------------------------- | ---------------- | ------------------- |
| 1999 | The Specials                     | Autograph Hound  |                     |
| 2001 | Crazy/Beautiful                  | Maddy            |                     |
| 2002 | Crossroads                       | Mimi             |                     |
| 2002 | White Oleander                   | Niki             |                     |
| 2002 | 8 Mile                           | Janeane          |                     |
| 2003 | Cold Mountain                    | Shyla            |                     |
| 2004 | Dandelion                        | Danny Voss       |                     |
| 2005 | Hustle & Flow                    | Nola             |                     |
| 2005 | Lucky 13                         | Sam              |                     |
| 2005 | A Lot Like Love                  | Ellen Martin     |                     |
| 2006 | Unbeatable Harold                | Sandy            |                     |
| 2006 | The Breed                        | Sara             |                     |
| 2006 | When the Nines Roll Over         | Molly Minx       | Curta               |
| 2007 | Cult                             | Cassandra        |                     |
| 2007 | After Sex                        | Alanna           |                     |
| 2007 | Weirdsville                      | Matilda / Mattie |                     |
| 2008 | Jack and Jill vs. the World      | Jill             |                     |
| 2008 | Your Name Here                   | Nikki            |                     |
| 2009 | Kill Theory                      | Alex             |                     |
| 2009 | The Devil's Tomb                 | Doc              |                     |
| 2009 | The Job                          | Joy              |                     |
| 2009 | The Perfect Age of Rock 'n' Roll | Rose Atropos     |                     |
| 2010 | Waking Madison                   | Margaret         |                     |
| 2010 | Groupie                          | Riley Simms      | Produtora associada |
| 2010 | Love Ranch                       | Mallory          |                     |
| 2010 | Redemption Road                  | Jackie           |                     |
| 2010 | Heaven's Rain                    | Leslie           |                     |
| 2011 | The Speed of Thought             | Kira             | Direto para DVD     |
| 2011 | Man Without A Head               | Kamila           |                     |
| 2011 | 513                              | Lisa             | Direto para DVD     |
| 2011 | Zombie Apocalypse                | Ramona           |                     |
| 2013 | All American Christmas Carol     | Cindy            | Direto para DVD     |
| 2014 | Low Down                         | Colleen          |                     |
| 2015 | Experimenter                     | Mrs. Lowe        | Pós-produção        |
| 2015 | Cleveland Abduction              | Michelle Knight  | Telefilme           |
| 2017 | The Vault                        | Vee Dillon       |                     |

## Televisão
| Ano       | Título                            | Personagem                    | Notas                                          |  |
| 1999      | The Practice                      | Jenny Rains                   | Episódio: "Of Human Bondage"                   |  |
| 1999–2000 | Get Real                          | Rebecca Peabody               | 9 episódios                                    |  |
| 2000      | Kiss Tomorrow Goodbye             | Tattooed Dancer               | Filme                                          |  |
| 2000      | Pacific Blue                      | N/A                           | Episódio: "Blind Eye"                          |  |
| 2000      | Popular                           | Ashley Carmichael             | Episódio: "Misery Loathes Company"             |  |
| 2001      | NYPD Blue                         | Tracy                         | Episódio: "Oh Golly Goth"                      |  |
| 2001      | Boston Public                     | Cara Glynne                   | Episódio: "Chapter Twenty-Seven"               |  |
| 2003      | Punk'd                            | Herself                       | Episódio: #2.6                                 |  |
| 2003      | The Twilight Zone                 | Tina Bishop                   | Episódio: "Fair Warning"                       |  |
| 2005      | CSI: Miami                        | Heidi Dillon                  | Episódio: "Money Plane"                        |  |
| 2006      | Banshee                           | Sage Rion                     | Filme                                          |  |
| 2007      | Viva Laughlin                     | Geneva                        | Episódio: "What a Whale Wants"                 |  |
| 2007      | Drive                             | Ivy Chitty / Ellie Laird      | 7 episódios                                    |  |
| 2007      | On Set, on Edge                   | Herself                       | Minissérie                                     |  |
| 2008–2010 | Sons of Anarchy                   | Rita ("Cherry")               | 7 episódios                                    |  |
| 2009      | Free Radio                        | Herself                       | Episódio: "Earthquake"                         |  |
| 2009      | Melrose Place                     | Herself                       | Episódio: "Grand"                              |  |
| 2010–2013 | Hawaii Five-0                     | Mary Ann McGarrett            | 7 episódios                                    |  |
| 2011      | Law & Order: Special Victims Unit | Larissa Welsh / Brandy        | Episódio: "Possessed"                          |  |
| 2012      | Burn Notice                       | Nicole                        | Episódio: "Mixed Messages"                     |  |
| 2012      | America's Next Top Model          | Herself                       | Episódio: "The Girl Who Makes The Grade" #19.1 |  |
| 2013      | Oh Sit!                           | Herself                       | Episódio: "Send Me Your Love"                  |  |
| 2013–2019 | Orange Is the New Black           | Tiffany "Pennsatucky" Doggett | Papel regular                                  |  |